# Hail to the Thief
Hail to the thief és el sisè àlbum de la banda britànica Radiohead, publicat el 10 de juny de l'any 2003.
Produït per Nigel Godrich, que ja havia col·laborat amb ells en tots els seus treballs anteriors, aquest àlbum s'allunya de l'experimentació de discs anteriors (Kid A o Amnesiac) per a centrar-se en composicions de rock alternatiu de format més aparentment tradicional, si bé l'agressivitat d'algunes de les lletres és major que en cap altre dels seus treballs. Tot i estar influenciat pels esdeveniments del moment, no consideraven que tingués un propòsit polític. Va debutar al capdamunt de la llista d'àlbums britànic i en tercera posició als Estats Units.

## Informació
Durant l'estiu de 2002 van tocar diverses de les noves cançons en el concerts que van realitzar i a la tardor van viatjar a Los Angeles per enregistrar l'àlbum. El procés de gravació va durar només dues setmanes, fet que van pactar prèviament els membres del grup per poder estar més temps amb les respectives famílies. Així van poder evitar les tensions que produeixen les sessions de gravació. O'Brien va bromejar que era la primera ocasió que en acabar de gravar un disc no tenien la necessitat de matar-se entre ells.
El títol de l'àlbum és una referència a un càntic anti-Bush, titulat "Hail to the Chief", que alguns activistes utilitzaven per anunciar l'arribada del President dels Estats Units per la controvèrsia creada al voltant de les eleccions presidencials dels Estats Units de 2000. Cada cançó del disc té un subtítol alternatiu oficial, els quals són llistats a la contraportada del llibret.
El llibret, i especialment la portada, és un exemple de lletrisme, on es representen diversos mapes de carreteres plens de paraules i frases en lloc dels edificis. Moltes frases fan referència a les lletres de les cançons però amb la curiositat que tot i que Radiohead és una banda britànica moltes paraules són americanismes o amb pronunciació americana. El creador fou l'artista Stanley Donwood amb la col·laboració de Tchock (Thom Yorke). Donwood va indicar que els paisatges estaven inspirats en Los Angeles i els plànols pertanyen a les ciutats de Londres, Grozni i Bagdad.
Com els àlbums Kid A i Amnesiac, també es va llançar una edició especial del disc, amb les mateixes cançons però amb una portada lleugerament diferent, realitzada també Donwood i Tchock. El pòster és un mapa de ruta en referència al desafortunat pla del 2003 que va dur a terme l'administració de Bush per solucionar el conflicte israelià–palestí.
En aquest àlbum, Radiohead va utilitzar més temps la guitarra i el piano que en qualsevol treball anterior, però també van continuar utilitzant beats i samplers electrònics. A banda dels instruments convencionals, en els crèdits de l'àlbum apareixen els noms dels membres Thom Yorke i Jonny Greenwood utilitzant portàtils en referència a la manipulació de sons mitjançant programes informàtics com Cubase, Max/MSP i Pro Tools. Entre els agraïments i les influències s'hi poden trobar Jeanne Loriod, Olivier Messiaen, The Rolling Stones, The Beatles, Neil Young, Krautrock, Siouxsie and the Banshees, Dante Alighieri i Thomas Pynchon.
L'àlbum fou aclamat mundialment per la crítica musical. Alguns mitjans van indicar que era el millor treball del grup i situaven el grup en un altar de la música. Per cinquena ocasió consecutiva fou nominat al premi Grammy al millor àlbum alternatiu, mentre que el productor Nigel Godrich i l'enginyer Darrell Thorp van ser guardonats pel seu treball en el disc.

## Llista de cançons
Totes les cançons foren escrites i compostes per Radiohead. 
| Núm.          | Títol                                                  | Durada |
| ------------- | ------------------------------------------------------ | ------ |
| 1.            | «2 + 2 = 5 (The Lukewarm.)»                            | 3:19   |
| 2.            | «Sit Down. Stand Up. (Snakes & Ladders.)»              | 4:19   |
| 3.            | «Sail to the Moon (Brush the Cobwebs out of the Sky.)» | 4:18   |
| 4.            | «Backdrifts (Honeymoon Is Over.)»                      | 5:22   |
| 5.            | «Go to Sleep (Little Man Being Erased.)»               | 3:21   |
| 6.            | «Where I End and You Begin (The Sky Is Falling In.)»   | 4:29   |
| 7.            | «We Suck Young Blood (Your Time Is Up.)»               | 4:56   |
| 8.            | «The Gloaming (Softly Open Our Mouths in the Cold.)»   | 3:32   |
| 9.            | «There There (The Boney King of Nowhere.)»             | 5:23   |
| 10.           | «I Will (No Man's Land.)»                              | 1:59   |
| 11.           | «A Punchup at a Wedding (No no no no no no no no.)»    | 4:57   |
| 12.           | «Myxomatosis (Judge, Jury & Executioner.)»             | 3:52   |
| 13.           | «Scatterbrain (As Dead as Leaves.)»                    | 3:21   |
| 14.           | «A Wolf at the Door (It Girl. Rag Doll.)»              | 3:23   |
| Durada total: | Durada total:                                          | 56:35  |

### Edició de col·leccionista. Disc 2
| 1.  | «Paperbag Writer»                                                     |  |
| 2.  | «Where Bluebirds Fly»                                                 |  |
| 3.  | «I Am Citizen Insane»                                                 |  |
| 4.  | «Fog (Again)» (Directe)                                               |  |
| 5.  | «Gagging Order»                                                       |  |
| 6.  | «I Am A Wicked Child»                                                 |  |
| 7.  | «Remyxomatosis» (Cristian Vogel RMX)                                  |  |
| 8.  | «There There» (Primera demo)                                          |  |
| 9.  | «Skttrbrain» (Four Tet Remix)                                         |  |
| 10. | «I Will (Los Angeles Version)»                                        |  |
| 11. | «Sail To The Moon» (BBC Radio 1's Jo Whiley's Live Lounge - 28/05/03) |  |
| 12. | «2 + 2 = 5» (Directe a Earl's Court)                                  |  |
| 13. | «Go To Sleep» (Zane Lowe - 08/12/03)                                  |  |

### Edició de col·leccionista. DVD
| 1. | «There There»                                                     |  |
| 2. | «Go To Sleep»                                                     |  |
| 3. | «2 + 2 = 5»                                                       |  |
| 4. | «Sit Down Stand Up»                                               |  |
| 5. | «2 + 2 = 5» (Directe a Belfort Festival)                          |  |
| 6. | «There There» (Later With Jools Holland – 27/05/03)               |  |
| 7. | «Go To Sleep» (Later With Jools Holland – 27/05/03)               |  |
| 8. | «2 + 2 = 5» (Later With Jools Holland – 27/05/03)                 |  |
| 9. | «Where I End And You Begin» (Later With Jools Holland – 27/05/03) |  |

## Personal
- Colin Greenwood – baix, sintetitzador de cordes, sampler
- Jonny Greenwood – guitarra, sistemes analògics, ones Martenot, ordinador portàtil, piano, glockenspiel
- Ed O'Brien – guitarra, efectes, veus addicionals
- Phil Selway – bateria, percussió, veus addicionals
- Thom Yorke – cantant, lletres, guitarra, piano, ordinador portàtil